# George Claridge Druce
George Claridge Druce, född den 23 maj 1850 i Potterspury, död den 29 februari 1932 i Oxford, var en brittisk botaniker och borgmästare i Oxford. Den 12 maj 1927 blev han Fellow of the Royal Society.
Auktorsnamnet Druce kan användas för George Claridge Druce i samband med ett vetenskapligt namn inom botaniken; se Wikipediaartiklar som länkar till auktorsnamnet.